# Beatrixpark

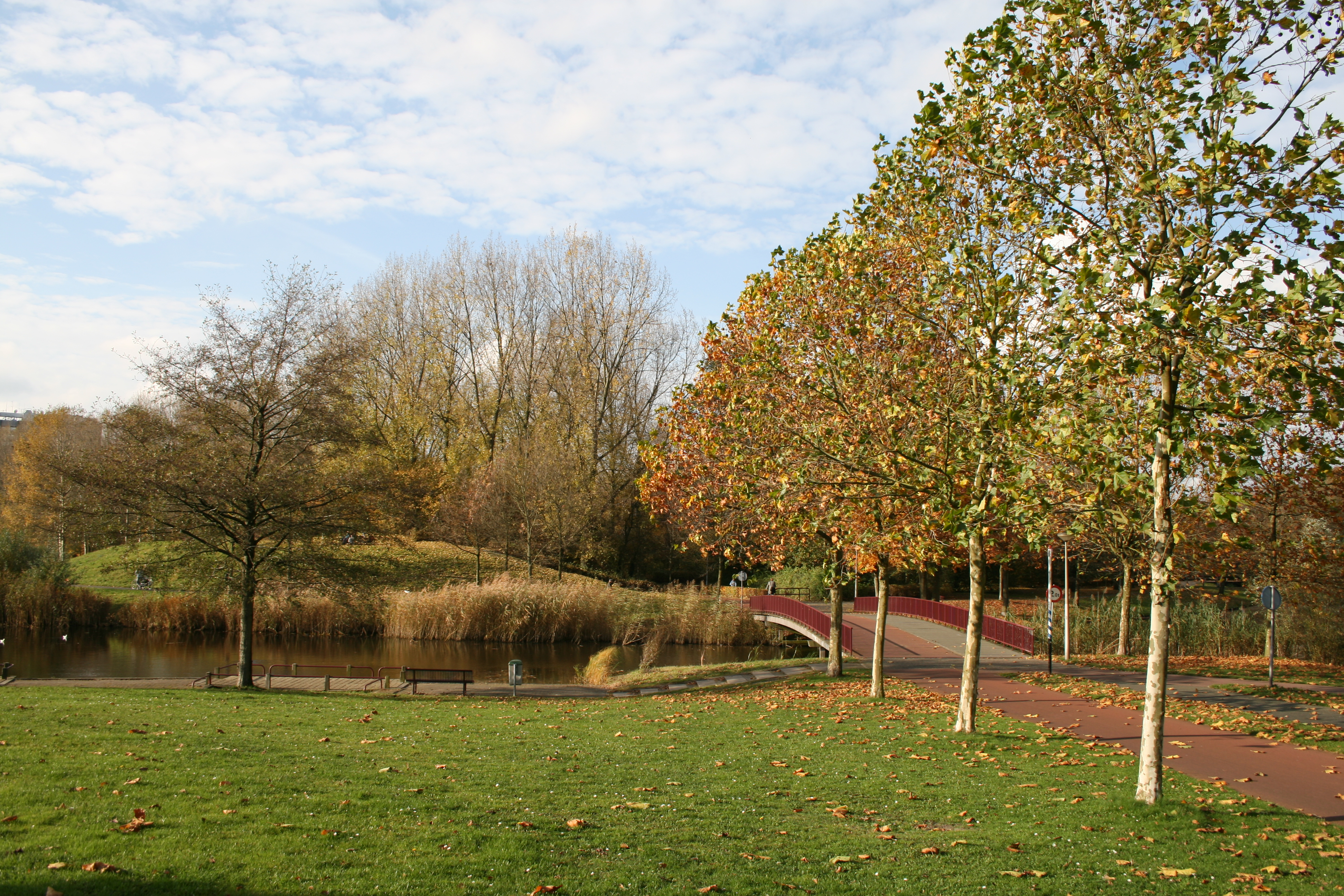
Beatrixpark (Amsterdam)

Der Beatrixpark ist eine Parkanlage im Stadtbezirk Amsterdam-Zuid und liegt im Wohnviertel „Prinses Irenebuurt“. Den Namen erhielt der Park nach der ehemaligen niederländischen Königin Beatrix. Auf einem Teil des Parkes war, zusammen mit dem Amstelpark, 1972 die Garten- und Landbauausstellung Floriade.

## Geschichte

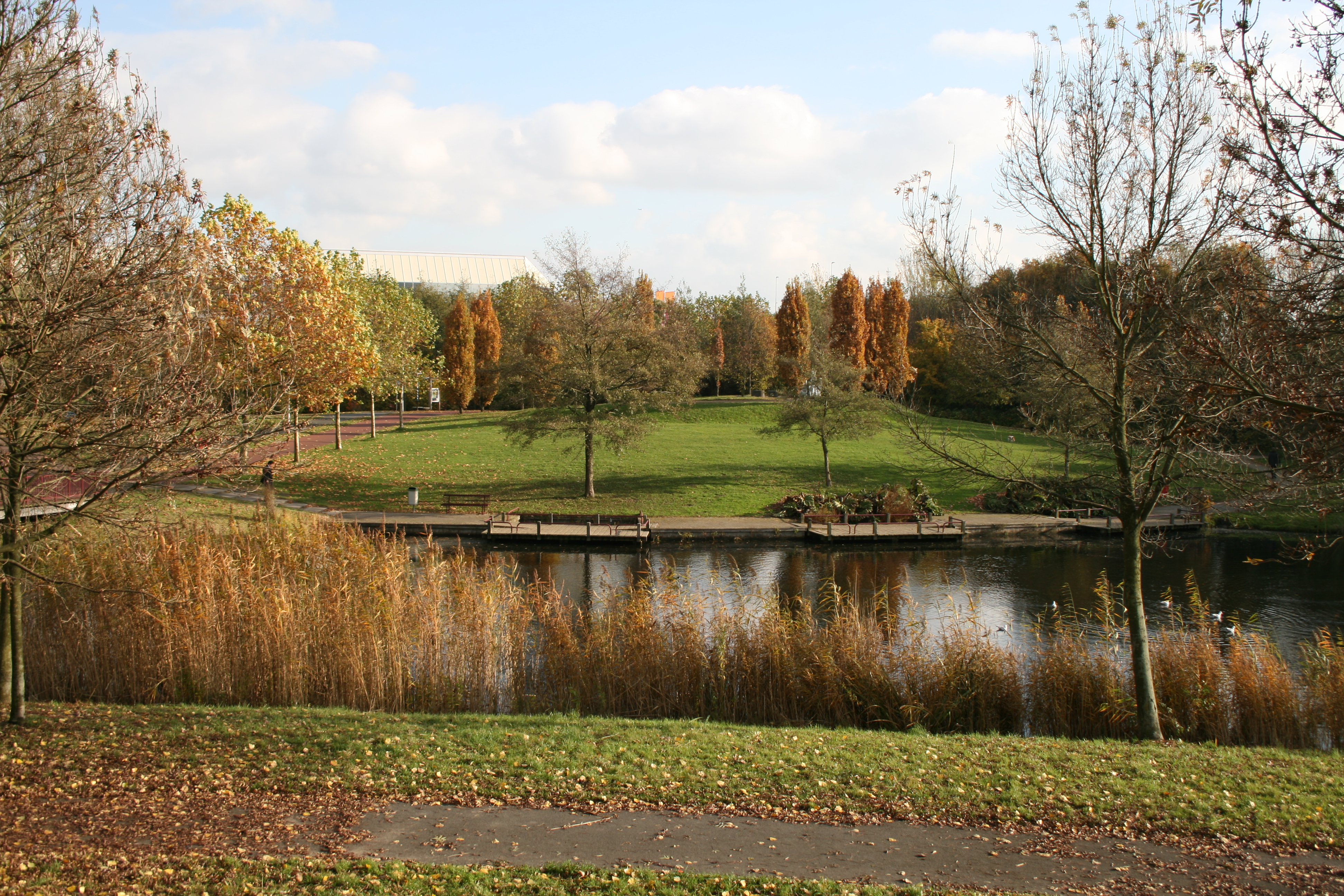
Beatrixpark (Amsterdam)

1932 wurde vom Direktor des Bauamtes (Publieke werken) der Vorschlag unterbreitet, einen Park anzulegen zwischen dem Platz Scheldeplein und der Beethovenstraat. 1933 wurde ein Plan zur Anlegung des Parkes entworfen und 1935 vom damaligen Bürgermeister genehmigt. Dabei wurde der Beschluss gefasst, die Parkanlage durch Arbeitslose anlegen zu lassen („werkverschaffingsproject“). Die Kosten wurden auf 300.000 Gulden geschätzt, was vom Gemeinderat akzeptiert worden war.
Im Mai 1938 wurde der Beatrixpark offiziell eröffnet und ist einer der ältesten Stadtparks in Amsterdam. Der Entwurf für den ältesten Teil des Parkes stammt von der niederländischen Architektin Jakoba Mulder.
Anfangs hatte der Park den Namen Park Zuid („Park Süd“). Im Juni 1938 bekam er bereits den Namen Beatrixpark und im Zweiten Weltkrieg
hieß er zeitweise, von 1942 bis 1945, „Diepenbrockpark“. Nach 1945 bekam er seinen heutigen Namen zurück.
Der Park hat zwei Fahrradwege, den Boerenweteringpad und den De Groene Zoom.

## Sehenswürdigkeiten
Der Artsenijhof an der östlichen Seite des Parkes entstand noch zur Zeit der Floriade und ist ein Kräutergarten, der aus drei Teilen besteht. Dort wachsen hunderte von Heilkräutern.
Der Kastanienring hat junge und sehr alte Kastanienbäume.
Das Schwimmbad Pierenbad ist für junge Kinder und hat unter anderem eine bronzene Meerjungfrau und eine bronzene Muschelschale, woraus Wasser fließt. Das Schwimmbad ist vom Mai bis Beginn September geöffnet und wird bewacht. Der Eintritt ist kostenlos.
Außerdem gibt es einen Spielplatz mit einem großen Sandkasten. 2006 wurde von der Zeitung Het Parool das Bad zum „besten Pierenbadje“ von Amsterdam gewählt. Eine Liegewiese zur Erholung ist ebenfalls vorhanden.

### Festival
2009 und 2011 fand im Beatrixpark ein Musikfestival statt, unter anderem mit Opernaufführungen und Theatervorstellungen. Die Big Band Orquestra Bembe spielte Salsa- und Jazzmusik. Die Musikgruppe Soul Express trat mit Liedern aus den 1960er und 1970er Jahren auf. Kinder konnten sich während des Festivals an Kunstaktivitäten beteiligen.

## Regeln
Es gibt einige Regeln für die Besucher des Parkes. Hunde sind nicht zugelassen. Offene Feuerstellen, zum Beispiel für Barbecue, sind nicht erwünscht. Fahrräder sollen am Eingang des Parkes bei den Fahrradständern abgestellt werden, soweit sie nicht für die Fahrradwege benutzt werden. Alkoholkonsum der zu störenden Situationen führt, ist untersagt.

### Parkanlagen in andern Städten mit dem Namen Beatrixpark
Parkanlagen mit dem Namen Beatrixpark gibt es ebenfalls in den niederländischen Städten Almere, ’s-Hertogenbosch, Schiedam, Utrecht und Ede.

## Verkehrsverbindungen
Der Beatrixpark ist mit der Amsterdamer Straßenbahn (Tram) Nr. 5 zu erreichen. Haltestelle Prinses Irenestraat.